# Звёздный час (телепередача)
«Звёздный час» — российская детская телепрограмма, выходившая в эфир по понедельникам на 1-м канале Останкино, позже на ОРТ с 19 октября 1992 по 28 декабря 2001 года. Проводилась в формате интеллектуальной игры. Проект Владислава Листьева.
Изначально планировалось назвать программу «Галактика», однако позже было решено дать ей название «Звёздный час». Первым ведущим программы был актёр Алексей Якубов, но вскоре его сменил Владимир Большов. Первые несколько месяцев 1993 года ведущими были Игорь Бушмелёв и Елена Шмелёва (Игорь и Лена), с апреля 1993 года и до своей гибели — 8 декабря 2001 — Сергей Супонев, ставший руководителем программы. Была закрыта в связи с его трагической гибелью на снегоходе.
В 1995, 2001 и 2002 годах программа номинировалась на премию ТЭФИ в категории «Лучшая передача для детей».

## Правила игры
Игра проводилась по двум отличавшимся системам правил: с использованием призовых баллов (октябрь 1992 — весна 1993) и с использованием «звёзд» (весна 1993 — декабрь 2001). Правила периодически корректировались на всём протяжении существования программы.

### Общие правила
Игра состояла из трёх туров и финала. В игре принимали участие 6 команд, каждая из которых состояла из участника — школьника 7—10 класса и одного из его «родителей». (В первых выпусках программы дети играли одни, без родителей). Родители отвечали на все вопросы одновременно с детьми,
«Звезда» выдавалась за различные достижения в разных турах, правила их выдачи периодически менялись (см. ниже).
Разница в звёздах давала гандикап в финале, где проигрывал тот, кто не мог назвать очередное слово. (Вместо слова можно было отдать звезду, если у команды их было больше, чем у соперников.)

#### Начало («Знакомство с участниками»)
С 1997 года программу начинало выступление детского шоу-балета «Тодес» на игровом поле (зачастую, одно и то же, используемое многократно при монтаже).
Нулевой тур был введен Сергеем Супоневым в игру осенью 1995 года. «Звезду» получал участник, который, по мнению ведущего, был оригинален в пении, танце, в подарке, сделанном своими руками (в одном из выпусков ведущий дал звезду единственному участнику, который ничего не подготовил).

#### Первый тур
В первом туре участникам предлагалось восемь предметов или понятий, указанных на видеостене, и задавались вопросы, ответами на которые были данные предметы. Ответы давались методом поднятия вверх табличек с цифрами-номерами ответов (соответственно, от 0 до 8). Табличка 0 поднималась в том случае, если на табло не было предмета с правильным ответом (вопрос с подвохом).
Группа ответов давалась на 3-4 вопроса. Тот участник, который правильно отвечал на вопрос, делал вместе с игровым местом шаг на одну клетку вперёд и получал от 40 до 60 очков. Если верно отвечали одновременно участник и его родитель — добавлялось ещё 10 очков. После перехода на систему со звёздами (когда очки были упразднены) за правильный ответ одновременно участника и его родителя стали давать звезду (кроме случаев, когда правильно отвечали все участники и все родители, и, соответственно, давать каждому по звезде было бессмысленно).
Тот участник, который дал 4 правильных ответа, выходил во второй тур (не прекращая участие в первом туре). Игра останавливалась, когда во второй тур выходили 4 участника. В ранних выпусках при выходе во второй тур более четырёх игроков, «лишние» принудительно отсеивались по количеству звёзд. Затем от этой системы отказались, и в следующий тур выходили все, кто сумел докатить свою тележку до конца игрового поля.

#### Второй тур
В начале второго тура из «трубы» высыпались 10 больших кубиков с буквами на гранях (с 1995 года 9 кубиков + «звезда» для замены её на любую букву). Те буквы, которые оказывались на верхних гранях, брались для выполнения задания. Из этих букв необходимо было составлять слова, использовав как можно большее количество выпавших букв. Участники передачи рассказывают, что кубики специально переворачивали «удобными» буквами, что заметно и по кадрам самих программ, где выпавшие кубики крайне редко совпадают с конечным набором букв.
Слова также составляли и родители. За самое длинное слово среди родителей участник получал 50 очков. За свои слова все участники получали по 50 очков за каждую букву. Позднее (после замены очков на звёзды) присуждалась звезда игрокам, чьи родители составляли самые длинные слова, а также если слова участника и родителя совпадали. В следующий тур проходили участники, использовавшие наибольшее количество букв (участники, у которых было меньше всего букв, выбывали из игры). Так же, как и в первом туре, в ранних выпусках в следующий тур выходили строго три человека, а остальные отсеивались по количеству звёзд. Позднее это ограничение сняли, и в одном из выпусков все 6 участников вышли в третий тур, составив слова одинаковой длины.
До 2000 года проводилась также игра со зрителями в студии по схожим правилам: зрители, составившие слова наибольшей длины (им использовать бонусную «звезду» запрещалось) разыгрывали приз, который надо было угадать, по очереди задавая ведущему наводящие вопросы. Получал приз тот, кто угадал его название.
С апреля 2001 года правила второго тура были радикально изменены. Теперь участникам показывалось заранее подготовленное слово, и они должны были написать как можно больше слов-ассоциаций с ним. Принцип выхода в третий тур остался тот же — по количеству слов-ассоциаций. Субъективность правил резко повысилась, поскольку теперь ведущий был вправе сам считать, что является «ассоциацией», а что — нет.

#### Призовой конкурс
В «звёздном» сезоне: игрок, составивший наиболее длинное слово (если более одного, то набравший наибольшее количество звёздочек), имел право выбрать себе приз.
Призы были спрятаны в семи ящиках разных цветов и размеров (в первые годы — в пяти ящиках одинакового цвета и размера), необходимо было указать на один из них. Если не нравился приз, то можно было его оставить и открыть другой ящик (за каждый открытый ящик игрок отдавал звезду; с сезона 1995 года в одном из ящиков находилась звезда, дающая право открыть другой ящик бесплатно). Чуть позже, с сезона 1996 года, призы были спрятаны во всех ящиках, кроме одного. Если ребёнок открыл пустой ящик, звучали фанфары поражения и он не получал приза.
Также в ранних выпусках у участника, получившего право на открытие ящиков, в любом случае отбиралась одна звезда, позднее право открыть первый ящик стало «бесплатным».

#### Третий тур
В третьем туре на табло появлялись 4 (позднее три) предмета или понятия. Для каждого вопроса, в отличие от первого тура, появлялись разные предметы. Необходимо было либо указать, какой из предметов или понятий лишний, либо поднятием сразу двух табличек показать, какие из предметов надо поменять местами, чтобы они оказались расположенными в логически правильном порядке. Кроме того, была предусмотрена табличка 0 — для случаев, если лишнего предмета/понятия не было или, соответственно, не было ошибки в логической последовательности.
В ранних выпусках игрок получал дополнительные очки или звезду, если его родитель тоже отвечал правильно на вопрос (кроме случаев, когда все игроки и все родители отвечали правильно), аналогично первому туру. Затем от участия в третьем туре родителей полностью отстранили, а звезда выдавалась поднявшему правильную табличку (или таблички) первым, что вносило в игровой процесс элемент субъективности.
В финал выходили два участника, сумевшие первыми дать два правильных ответа. Если два правильных ответа давали одновременно боле двух участников, то спорная ситуация насчёт финалистов (или второго финалиста) решалась количеством звёзд у каждого из конкурентов. Если и количество звёзд было одинаково, игра продолжалась до тех пор, пока два финалиста не определятся.
Однажды в игре произошел случай когда три ребёнка верно ответили на вопросы и Сергей Супонев радостно сказал: «Все три игрока выходят в финал», но затем сказал: «Шутка!» и стал считать количество звезд у трех игроков. У кого звезд оказалось меньше всех, покинул игру.

#### Финал
Концепция финала была изначально заложена в детскую игру с маленькими кубиками, которую разработал дед одного из создателей программы, писателя Александра Гольдбурта. Последний изначально предлагал идею этой игры одному из печатных журналов, но впоследствии, по инициативе Владислава Листьева, планировавшего запустить детскую викторину, задумка легла в основу «Звёздного часа».
В финале участники соревновались друг против друга. Нужно было из одного длинного слова составить как можно больше коротких (на это давалась одна минута). Предлагаемыми участниками программы словами должны быть: существительные, в единственном числе, нарицательные; не сокращения, не уменьшительно-ласкательные, не аббревиатуры. Игроки по очереди называли слова, и тот, у кого они закончились раньше, проигрывал.
С самого начала участники соревновались без родителей. Начиная с 1993 года, если у участника заканчивались слова, он мог позвать родителя и воспользоваться словами, которые тот составил и которые ещё не были названы (родители составляли слова синхронно с детьми). В поздних сезонах родители составляли слова за одним столом с детьми уже с самого начала финального раунда.
В «очковом» сезоне за слово, названное в одиночку, игрок получал 20 очков. За слово, названное с родителем +10. Если по ходу игры игрок набирал 1000 очков и выигрывал финал, то получал Суперприз.
В «звёздных» сезонах тот из двух финалистов, у которого было больше звёзд, получал гандикап на разницу звёзд и мог вместо слова отдать «лишнюю» звезду. Также он отвечал вторым, что являлось преимуществом.

### Церемония награждения
Победители получали «Кубок победителя», Диплом с подписью Сергея Супонева (до 1995 года в дипломе стояла ещё подпись Влада Листьева, руководителя программы), материальный приз (Музыкальный центр, Телевизор, Видеомагнитофон, Путёвку в парижский Диснейленд), сувениры от программы. Начиная с 1997 года и по момент закрытия эстрадные звезды дарили победителям личные призы и подарки.
Победитель получал уникальную возможность, встав за трибуну, сказать всё, что он считает нужным — от благодарностей до личных откровений. Наступал его настоящий «звёздный час».
Завершало программу выступление эстрадной «звезды» (с 1997 года).

## Факты
- В первоначальном варианте передача должна была называться «Галактика», однако, по словам сценариста передачи Александра Гольдбурта, Листьева отговорил человек, пытавшийся тогда запустить радио с таким же названием. Через несколько дней рабочее название было заменено на «Звёздный час».
- Екатерина Кудряшова — самая первая победительница «Звёздного часа». В выпуске, вышедшем 11 января 1993 года, она по просьбам телезрителей снова была приглашена в студию для дачи небольшого интервью.
- В одном из выпусков участвовала Мария Киселёва — будущая ведущая «Слабого звена».
- В выпуске от 25 октября 1993 года программа отмечала год своего существования: играли лучшие победители 1992-1993 годов, а их "родителями" во время игры были Амаяк Акопян, Александр Политковский, Игорь Угольников, Леонид Ярмольник, Леонид Якубович и Иван Демидов.
- В одном из выпусков за 1994 год организаторы игры сделали тестовый вариант с вручением призов: выбывающим участникам предлагалось самостоятельно выбрать приз. Многие выбывающие участники не смогли справиться с соблазном и выбирали самые лучшие призы, на вопросы ведущего: «Достоин ли ты этого приза?», отвечали уклончиво. Больше подобные эксперименты организаторы игры не проводили.
- В одном из выпусков 1994—1995 года победительница отказалась от поездки в Сафари Парк, Австрия (которую впоследствии заменили на путевку в Порт Авентура, Испания) и в поездку поехала проигравшая в финале девочка Оля.
- В программе также с 1996 по 1999 год существовала рубрика «Вопрос от Ани», с 1998 года «от Яны Шипиловой», в котором ассистентка ведущего рассказывала будущим участникам, чтобы узнать правильный ответ указанного на видеотабло. В начале каждой программы ассистентка ведущего встречала приглашённых звёзд эстрады и брала у них интервью.
- В конце августа 1997 года участницей и победительницей одной из эпизодов была 15-летняя Юлия Ахмедова, в будущем — участница и продюсер шоу «Stand Up». В интервью Юрию Дудю, снимавшему фильм про Супонева, Юлия призналась, что до сих пор хранит в своём московском доме диплом и кубок победителя, а в доме своей матери, с которой она приезжала на ту игру, главный приз выпуска — видеомагнитофон, подаренный дуэтом «Чай вдвоём». Передача с её участием вышла в эфир 24 ноября 1997 года.
- 28 декабря 1998 года в начале новогоднего выпуска Сергей Супонев появлялся в кадре в центре Москвы, где он встречал участников.
- 20 октября 1997 года состоялся выпуск, посвящённый пятилетию программы. Участниками той программы были первые ведущие программы Владимир Большов и Игорь Бушмелёв, бывшая ассистентка ведущего Анна Антонова, сын Сергея Супонева Кирилл и один из создателей программы Леонид Якубович. Шестым игроком должен был быть сам ведущий, однако он от игры отказался, предпочитая её вести!
- В 1999 году в праздничных выпусках программы участвовали игроки-мальчики 23 февраля и игроки-девочки 8 марта.
- 3 января 2000 года вышел новогодний выпуск программы, в котором принимали участие ведущие детских программ ОРТ: Алексей Весёлкин, Алексей Востриков, Кирилл Мокров, Николай Охотник, Дмитрий Хаустов. Планировалось также участие Евгения Дворжецкого, но незадолго до съёмок он погиб в автокатастрофе[6].
- 12 декабря 2017 года телекомпания «ВИDgital» начала периодическую публикацию выпусков «Звёздного часа» на своем официальном YouTube-канале.
- 1 февраля 2019 года начались повторные показы на канале «Вопросы и ответы». Было показано 54 выпуска.

## Закрытие программы
После трагической гибели ведущего Сергея Супонева 8 декабря 2001 года программа прекратила своё существование. 16 января 2002 года, на сороковой день после гибели Супонева вышел повтор одного из поздних выпусков программы.
Замены ведущему не нашли, хотя пробовали в качестве новых ведущих Сергея Белоголовцева, Валдиса Пельша и Кирилла Супонева, но последнему отказали, посчитав его слишком похожим на отца.